# Terebella lapidaria

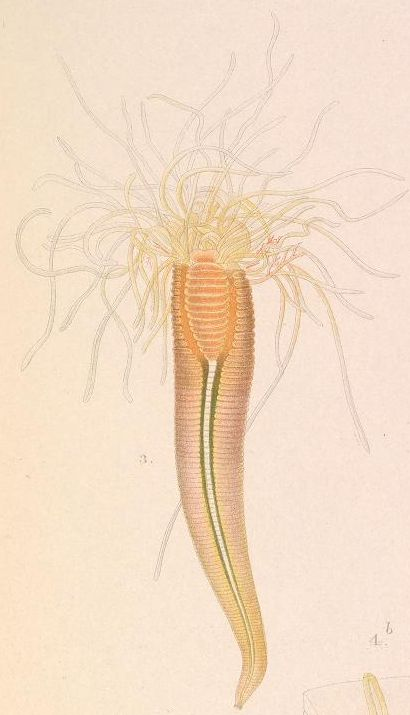
Terebella lapidaria. A monograph of the British marine annelids (1922)

Terebella lapidaria, deutsch auch der Steinbohrer ist ein mariner Ringelwurm des Mittelmeers und nordöstlichen Atlantischen Ozeans aus der Gattung Terebella in der Vielborster-Familie der Terebellidae, der als Detritusfresser in Felsspalten und Felslöchern lebt.

## Merkmale
Der recht kurze, feste, kegelförmige, sich nach hinten verjüngende, am Ende aber wieder erweiterte Körper von Terebella lapidaria erreicht eine Körperlänge von 3 bis zu 9 cm und eine Breite von 3 bis 5 mm bei einer Anzahl von 80 bis 160 Segmenten. Der Thorax ist nur wenig deutlich abgegrenzt und die dorsalen kapillarförmigen Borsten sind bis zu den hintersten Segmenten des Abdomens vorhanden. Das Prostomium hat keine seitlichen Verlängerungen und trägt Augenflecken.
Wie bei anderen Arten der Gattung Terebella ist das quer verlaufende Prostomium mit der dorsalen Oberfläche der oberen Lippe verbunden, der untere Teil eine wie ein dicker Kamm, der distale Teil sockelartig. Nahe dem Mund sitzen acht oder auch mehr einheitlich zylindrische Buccal-Tentakel mit einer Wimpernrinne. Das Peristomium ist zu erweiterten Lippen reduziert, einer großen, kurzen, haubenartigen Oberlippe und einer knopf- bis kissenförmigen Unterlippe.
Ebenso wie andere Arten der Gattung hat der Steinbohrer eine kompakte Tentakelmembran. Am 2., 3. und 4. Segment sitzen zweiästig verzweigte Kiemen, wobei allein das 4. Segment gleichzeitig Kiemen und Borsten trägt. Den Parapodien fehlen Seitenlappen. Vom 4. Segment tragen die Notopodien Borsten, die distal entlang eines Randesgesägt sind. Vom 5. Segment, also 2. borstentragenden Segment an sitzen an den Neuropodien hakenförmige Borsten, die an den ersten 7 derartigen Segmenten in einfachen Reihen, dann in Doppelreihen und am Abdomen wieder in einfachen Reihen sitzen. Der Thorax besteht aus mehr als 20 borstentragenden Segmenten. Vom 3. Segment an sind Nephridial-Papillen vorhanden. Ventral sitzen 12 bis 13 weißliche bis violette rechteckige Schildchen, die nach hinten kleiner werden, und am Abdomen verläuft als helle Linie eine Bauchrinne. Der Körper ist rötlich braun bis rosa, die Kiemen lebhaft rot, die Tentakel gelb bis orange.
Die Coelomflüssigkeit von Terebella lapidaria enthält zahlreiche Coelomocyten mit Hämoglobin, die dem Tier die rötliche Farbe verleihen und in dem große Mengen an Sauerstoff gespeichert werden können, sodass der Annelide kritische Zeiten während der Ebbe überdauern kann. Darüber hinaus besitzt der Ringelwurm ein geschlossenes Blutgefäßsystem, in dessen Blut Hämoglobin direkt im Plasma gelöst ist und über das die Organe mit Sauerstoff und Nährstoffen versorgt werden. Nach Untersuchungen von R. M. G. Wells und R. P. Dales (1975) ist die Affinität des Hämoglobins der Coelomocyten deutlich höher als die des Hämoglobins im Blutplasma.
Von Terebella lapidaria sind in der Natur nur die dünnen, zylindrischen, gelblichen Tentakeln zu sehen, die er aus seiner felsigen Wohnhöhle herausstreckt. Auf Grund dieser wird er wie auch verwandte Arten der Gattung Terebella als „Spaghettiwurm“ bezeichnet, während die Bezeichnung Schopfwürmer für die gesamte Familie der Terebellidae verwendet wird.

## Verbreitung
Terebella lapidaria ist im Mittelmeer und im östlichen Atlantischen Ozean entlang der Küste der iberischen Halbinsel und Frankreichs bis zum Ärmelkanal und der britischen Küste bei Plymouth verbreitet.
Sie lebt in Felsspalten und Löchern im Felsen in der Gezeitenzone, wo sie die sauerstoffarmen Zeiten der Ebbe durch Speicherung des Sauerstoffs im Hämoglobin übersteht.

## Entwicklungszyklus
Terebella lapidaria ist getrenntgeschlechtlich. Weibchen und Männchen geben ihre Gameten ins freie Meerwasser ab, wo die Befruchtung stattfindet. Aus den Zygoten entwickeln sich dotterreiche, frei schwimmende Trochophora-Larven, die bereits 12 bis 36 Stunden nach Befruchtung ein apikales Ciliar-Sinnesorgan aufweisen. Hinter diesen befinden sich Augenflecken, deren Lichtsinneszellen charakteristische Phaosomen aufweisen. Nach wenigen Tagen lassen sich die Larven mit einzelligen Algen wie dem kommerziell als Muschelfutter verwendeten Haptophyten Isochrysis galbana füttern. Im Rahmen einer Dissertation (Kieselbach 2012) in vitro gehaltene Larven von der Küste bei Roscoff metamophorsierten nach 2 Monaten zu kriechenden Würmern, doch überlebten nur wenige Larven die Laborbedingungen.

## Ernährung
Terebella lapidaria ernährt sich von Detritus und Kleinstlebewesen, nach denen sie die Substratoberfläche – Felsen oder dazwischen befindlichen Sand und Schlick – mit ihren wimpernbesetzten Tentakeln absucht. Die Nahrungspartikel werden mithilfe von Schleim an den Tentakeln festgehalten, wobei durch Muskelkontraktion in den Tentakeln an dem Bereich eine Rinne gebildet wird, wo die Cilien sitzen. Durch Wimperntätigkeit wird die Nahrung in der Wimpernrinne zum Mund transportiert oder durch Einkrümmen der Tentakel direkt an den Mund herangeführt. Der Ernährunsgmechanismus wurde eingehend untersucht von R. Phillips Dales (1955) und Muriel F. Sutton (1957).

## Systematik und Taxonomie

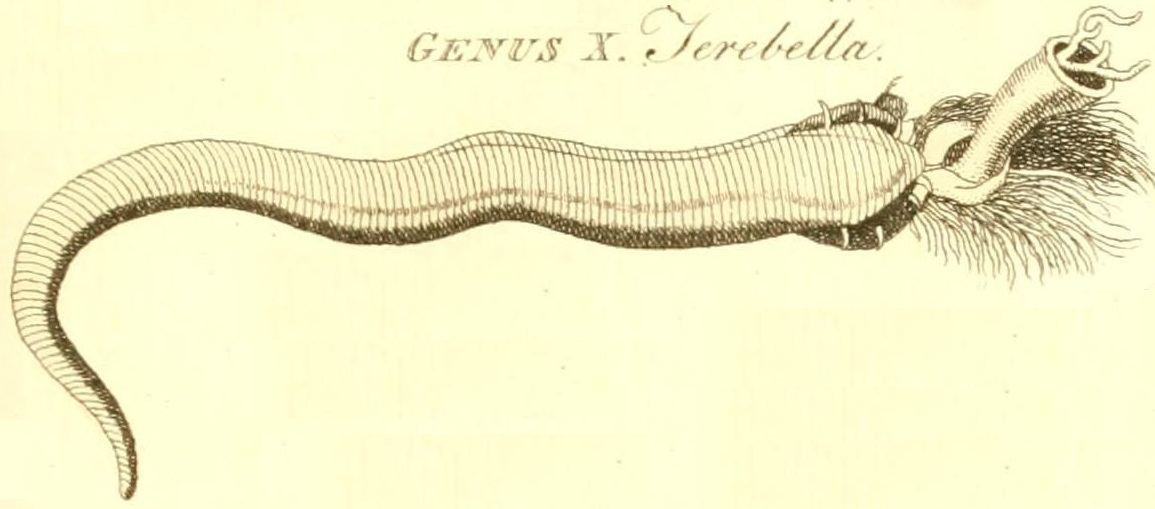
Gattung Terebella, aus Sea and River-side Rambles in Victoria, zwischen 1783 und 1788

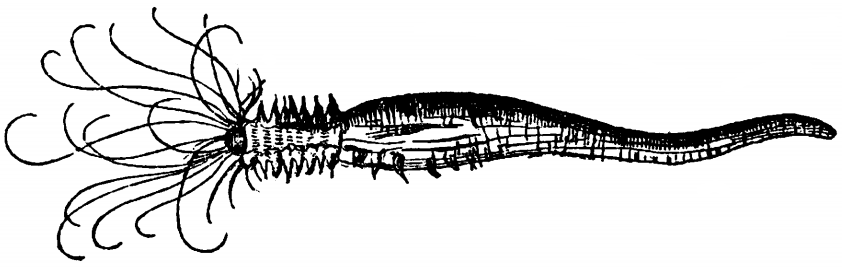
Eine Skizze von Terebella, aus The genera vermium exemplified by various specimens of the animals contained in the orders of the Intestina et Mollusca Linnaei, etwa 1860

Mårten Kähler (Martinus Kahler) beschrieb als erster in Uppsala 1754 in seiner Dissertatio de Crystallorum generatione „Wasserpolypen, die Steine fressen“, auf die Carl von Linné Bezug nahm, als er 1767 in der 12. Ausgabe des Systema naturae die Gattung Terebella mit der einzigen Art Terebella lapidaria beschrieb. Linnaeus wählte den Gattungsnamen nach dem lateinischen terebella „Bohrerchen“ von terebra „Bohrer“ und für die Art das Epitheton lapidaria, „Stein-“, daher die deutsche Bezeichnung „Steinbohrer“. Ursprünglicher Fundort war das Mittelmeer bei Marseille. 1788 gab Georg Heinrich Borowski in seiner Gemeinnützigen Naturgeschichte des Thierreichs Linnés Beschreibung in deutscher Übersetzung wieder. Die Tiere wurden in „Löchern der Felsen im Meere“ gefunden, weshalb man vermutete, „dass sie sich in die Steine bohren vermittelst einer ätzenden Materie, die den Stein erweicht, welches aber doch von andern sehr bezweifelt wird.“ Die Linnés Beschreibung war noch recht unspezifisch; so charakterisierte er die Gattung als „fadenförmige[n] Wurm; oben steht das Maul, aus welchem eine köcherartige, auf einem Stiel befestigte Eichel hervor tritt; um das Maul herum stehen acht Fühlfäden.“ Darüber hinaus gibt Linné an, dass der Wurm viele Haare (capillaria plura) besitzt. Die als einzige Art beschriebene Terebella lapidaria war nach Linnés Worten in Borowskis Übersetzung „einer Wasserschlange ähnlich, der Leib kegelförmig, der Schwanz dünner, acht Fühlfäden vorne am Körper, und vier am Maule.“ Aussagen über Segmentierung, Parapodien und Kiemen gibt es bei Linné nicht.
Emil Edler von Marenzeller beschrieb 1884 die Art Leprea lapidaria auf Grundlage von Exemplaren aus dem Mittelmeer und der französischen Atlantikküste neu und fasste diese als dieselbe Art auf wie Linnés Terebella lapidaria. Derselbe Name Leprea lapidaria wurde auch 1918 von H. Augener für Tiere an der Atlantikküste Südwestafrikas verwendet, doch wird diese Leprea lapidaria heute bei WoRMS als Synonym einer anderen Terebella-Art, nämlich Terebella schmardai Day, 1934 angesehen. Pierre Fauvel erstellte 1927 in seiner Faune de France eine Neubeschreibung von Terebella lapidaria. Anders als für einige andere Anneliden gibt es bis heute keine Belege, dass sich Terebella lapidaria tatsächlich aktiv in den Fels bohren kann.